# Rhododendron eheinense
Rhododendron eheinense är en ljungväxtart som beskrevs av M.Y. He och Z.J. Zhao. Rhododendron eheinense ingår i släktet rododendron, och familjen ljungväxter. Inga underarter finns listade i Catalogue of Life.